# Riespach
Riespach ist eine französische Gemeinde mit 646 Einwohnern (Stand 1. Januar 2022) im Département Haut-Rhin in der Region Grand Est (bis 2015 Elsass). Sie gehört zum Arrondissement Altkirch, zum Kanton Altkirch und ist Mitglied des Gemeindeverbandes Sundgau.

## Geografie
Die Gemeinde Riespach liegt im Tal des namengebenden Riesbaches, der als Geischbach in die obere Ill mündet. Die Sundgau-Gemeinde ist 13 Kilometer von Altkirch und 25 Kilometer von Basel entfernt.
Nachbargemeinden von Riespach sind Illtal im Norden und Nordosten, Waldighofen und Roppentzwiller (Berührungspunkt) im Osten, Vieux-Ferrette im Süden, Kœstlach und Hindlingen im Südwesten sowie Feldbach im Westen.

## Geologie
Riespach liegt im lössbedeckten Sundgauer Tertiärhügelland im Bereich der unter der Lössdecke lagernden Sundgauschotter. Diese sind die Hinterlassenschaft einer einst (im Pliozän und Altpleistozän) über Doubs, Saône und Rhône zum Mittelmeer entwässernden Ur-Aare. Unter den die (oberen) Talhänge bildenden Sundgauschottern liegen die sandig-mergeligen Schichten der oligozänen Elsässer Molasse (Molasse alsacienne).
Das Tal des Riesbaches weist die für den Sundgau typische Asymmetrie auf. Der stärker wetterexponierte, damit stärker erodierte Osthang ist steiler als der weniger angegriffene, unter dem Lössmantel sanfter geböschte Westhang.

## Geschichte
Im Jahre 1270 wurde das Dorf als Rodensbach erstmals urkundlich erwähnt. Über Rudenspach (1271), Ruedispach (1289) wurde schließlich im Jahr 1298 der heutige Ortsname Riespach. Bei Riespach befand sich der Weiler Baumgarten, der von den Armagnaken 1445 zerstört wurde.
Vom 11. Jahrhundert bis 1324 war Riespach Teil der Grafschaft Pfirt und wurde dann durch die Heirat der Johanna von Pfirt mit Herzog Albrecht II, von Österreich wie der gesamte Sundgau habsburgisch.
Der Dreißigjährige Krieg war in Riespach und Umgebung von Mord, Plünderungen, Hungersnöten und Seuchen gekennzeichnet. Während man in Riespach 1618 noch 257 Einwohner zählte, waren es 1650, nach Ende des Krieges, noch 30 Seelen. Im Westfälischen Frieden 1648 kam der Ort mit dem ganzen elsässischen Besitz der Habsburger an die französische Krone. Nun zu Frankreich gehörend, wurde das Gebiet nach einem königlichen Edikt des Jahres 1662, das für sechs Jahre Steuerbefreiungen garantierte, langsam wieder besiedelt, insbesondere durch Schweizer Familien.
Von 1871 bis zum Ende des Ersten Weltkrieges gehörte Riespach als Teil des Reichslandes Elsaß-Lothringen zum Deutschen Reich und war dem Kreis Altkirch im Bezirk Oberelsaß zugeordnet.
Im Februar 1943 konnten sich 182 junge Elsässer aus Riespach und anderen Orten der Zwangsrekrutierung in die Wehrmacht durch die Flucht in die Schweiz entziehen, was zur Folge hatte, dass 30 Familien von Riespach in Sippenhaft genommen und deportiert wurden.

### Bevölkerungsentwicklung
| Jahr      | 1910 | 1962 | 1968 | 1975 | 1982 | 1990 | 1999 | 2007 | 2016 |
| --------- | ---- | ---- | ---- | ---- | ---- | ---- | ---- | ---- | ---- |
| Einwohner | 530  | 543  | 582  | 548  | 587  | 608  | 672  | 700  | 664  |

## Sehenswürdigkeiten
- Kirche St. Michael
- Kapelle St. Anton

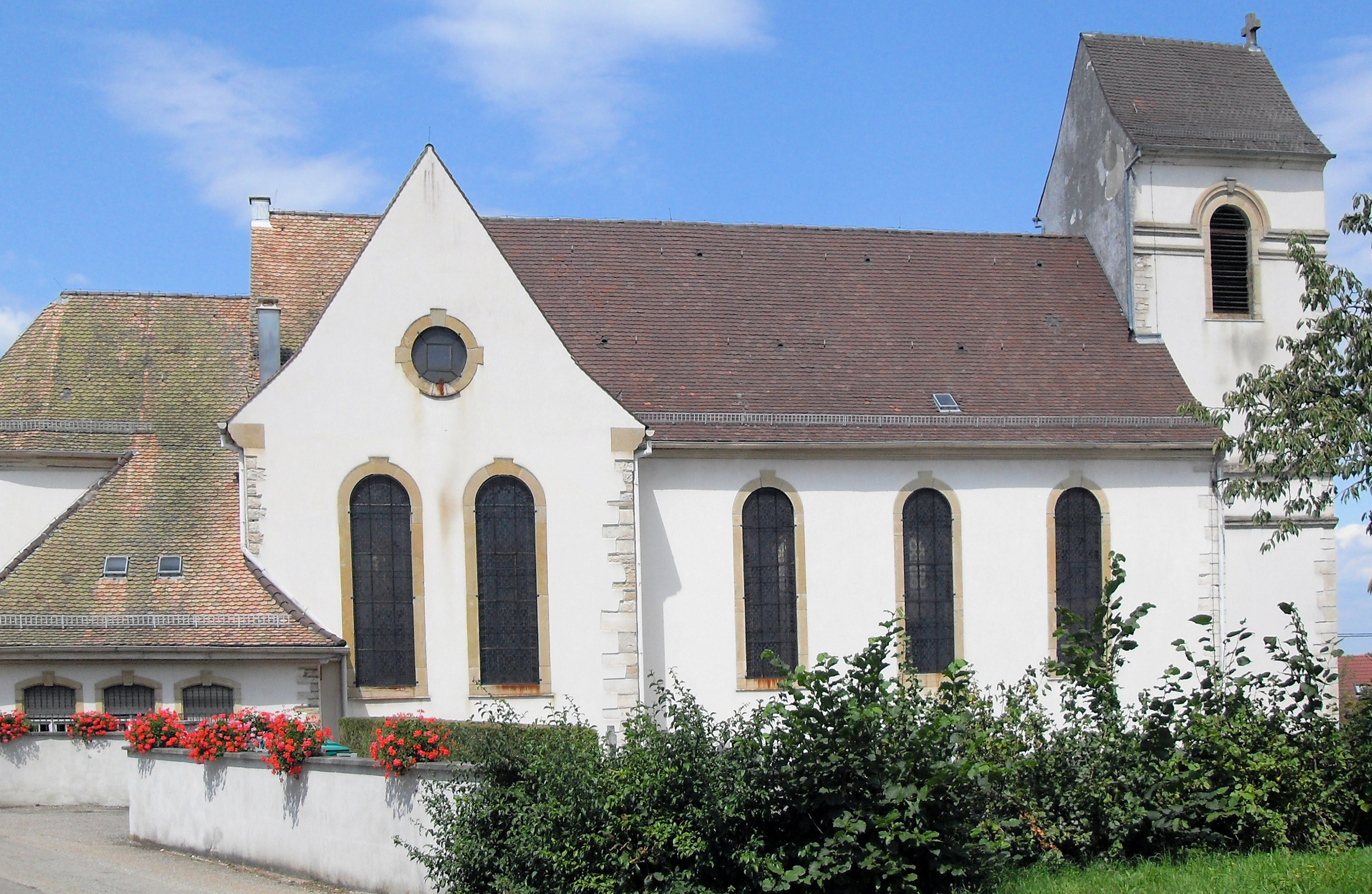
St. Michael, Südseite
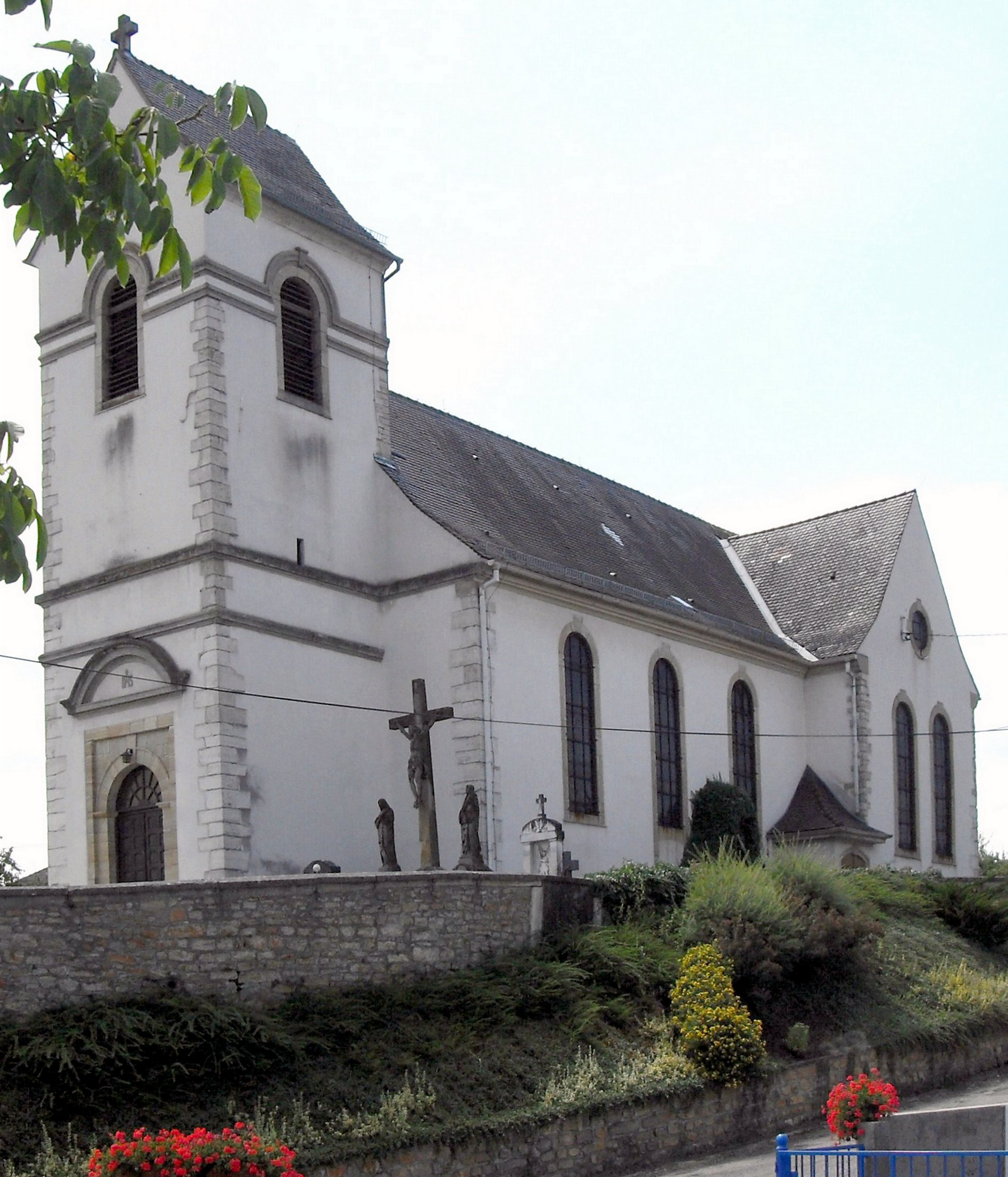
St. Michael, Nordostseite
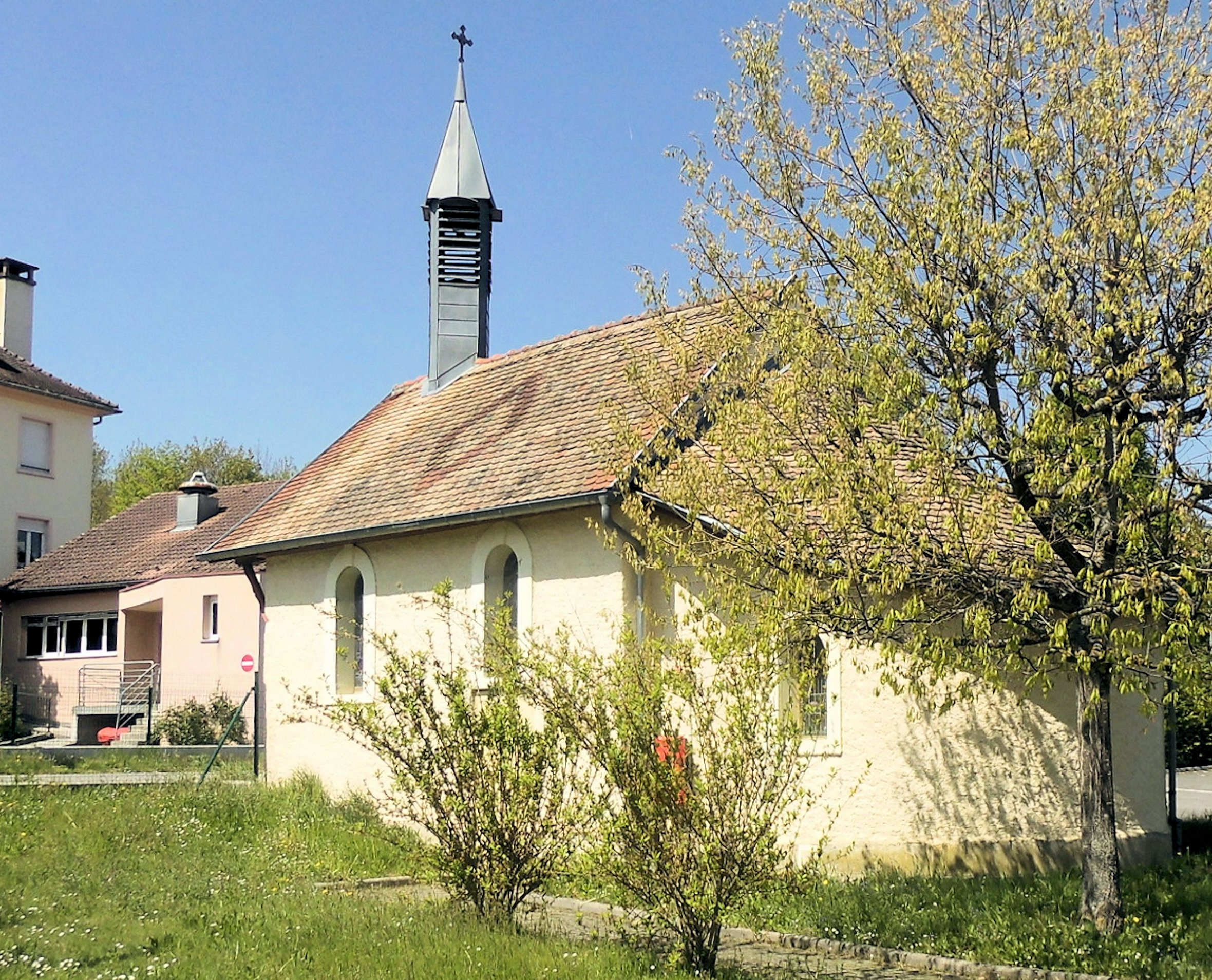
Kapelle St. Anton

Kirche Sankt Michael: 1789 neu errichtet. Erweiterung nach Westen um 1910. Das Portal klassizistisch mit einem Segmentbogengiebel. Statuen des 17. Jahrhunderts. Gemälde von Carola Sorg. Rinckenbach-Orgel.
Schulhaus (Mairie-École). Stattlicher Walmdachbau der Louis-Philippe-Zeit von 1842 mit risalitartiger Fassadenmitte, die durch eine dreiteilige Arkade im Erdgeschoss und ein mit einem Dreiecksgiebel bekrönten Fenster im Obergeschoss hervorgehoben wird. Erdgeschoss mit Rundbogenfenstern und Eckquadern.
Zahlreiche gut erhaltene Fachwerkbauten zumeist aus dem 19. und 18. Jahrhundert in Stockwerkbauweise mit regelmäßigem, auf Symmetrie bedachtem Fachwerk, zum Teil mit Segmentbogenfenstern und Balusterpfosten in den Fensterbrüstungen, was auf eine Entstehung in den Jahrzehnten um 1800 schließen lässt.  Ein gutes Beispiel ist das Haus Nr.3 an der Rue de Bâle von 1815 mit dem regelmäßigen, engmaschigen Fachwerk des 19. Jahrhunderts und einer schönen klassizistischen Türe. - Das Haus Rue de Delle Nr. 2 dagegen noch in der altertümlichen Ständerbauweise mit traufwandhohen Wandständern und einer Langstrebe. Weitabständiges, unregelmäßiges Fachwerk.